# Raión de Zmiv
Zmiv (en ucraniano: Зміївський район) es un raión o distrito de Ucrania en el óblast de Járkov. 
Comprende una superficie de 1365 km².
La capital es la ciudad de Zmiv.

## Demografía
Según estimación 2010 contaba con una población total de 74236 habitantes.

## Otros datos
El código KOATUU es 6321700000. El código postal 63400 y el prefijo telefónico +380 5747.